# Мунгва, Джордж
Джордж Мунгва (? — 10 марта 2002) — замбийский тренер.

## Биография
За свою тренерскую карьеру Мунгва три раза был временным наставником сборной Замбии. В 1997 году он стал у руля команды после отставки Роальда Поульсена. В 1998 году после проигрыша в матче группового этапа Кубка африканских наций 1998 со счётом 0:4 Египету он заменил Буркхарда Цизе и управлял Замбией в третьем матче турнира с Мозамбиком (3:1). В 2000 году уже в третий раз он занимал пост главного тренера сборной Замбии.
В марте 2002 года Мунгва был доставлен в клиническую больницу университета с гипертонией, диабетом и менингитом. Несмотря на своё состояние, он был уверен, что поправится. Однако 10 марта 2002 года в 14:00 Джордж Мунгва умер.